# Jbel Ayachi
Der Jbel Ayachi (arabisch جبل العياشي, Zentralatlas-Tamazight ⴰⴷⵔⴰⵔ ⵏ ⵄⴰⵢⴰⵛⵉ) ist ein 3757 m hoher Berg im nordöstlichen Hohen Atlas etwa in der geographischen Mitte Nordmarokkos. Ayachi bezeichnet auch das gesamte Bergmassiv von etwa 20 Kilometer Durchmesser, in welchem sich mehrere Dreitausender befinden.

## Geographie
Der Jbel Ayachi liegt südwestlich der Stadt Midelt in der Region Drâa-Tafilalet. Der Berg gehört zum Übergangsbereich der Ökosysteme von Paläarktis und Subsahara: Während der Norden noch spärlich bewaldet ist, sind die Südflanken durch arides Klima gekennzeichnet. Im Gebiet des Jbel Ayachi entspringen mehrere Nebenflüsse des Oued Moulouya.

## Besteigung
Schnee liegt auf der Nordseite des Berges trotz der Nähe der Wüste etwa bis Juni. Für geübte Bergwanderer ist der relativ einfache Auf- und Abstieg vom ca. 1800 m hoch gelegenen Dorf Tounfite aus an einem Tag zu bewältigen; ein Biwakplatz befindet sich auf 2200 m. Weitere Wanderungen und Bergbesteigungen sind von dort aus ebenfalls möglich.

## Fauna und Flora
Die Biodiversität ist hoch. Jedoch gibt es Schäden durch extensive Beweidung durch die Schafe und Ziegen der zum Teil noch nomadisierenden berberischen Hirten – einst vorhandene Wälder sind weitgehend abgeholzt und einheimische Bäume wie Atlaszedern, Eichen und Wacholder können infolge des Verbisses kaum nachwachsen. Am Berg leben noch einige wenige Bartgeier.